# Quemis Miliana
Quemis Miliana (em árabe: خميس مليانة; romaniz.: Khemis Miliana) é uma cidade localizada na província de Aïn Defla, no norte da Argélia. Sua população era de 130 000 habitantes, em 2015.